# Animals (pel·lícula de 2012)
Animals és una pel·lícula dramàtica espanyola del 2012 dirigida pel debutant en direcció Marçal Forés, del que també en va escriure el guió amb Enric Pardo i Aintza Serra. Es tracta d'un drama adolescent hipnòtic amb fugues al cine fantàstic, inquietant i arriscat que va realitzar a partir d'un curtmetratge del mateix títol que va fer a Londres quan era fent un màster. Es va rodar originalment en anglès i català. Fou presentat al Festival Internacional de Cinema Fantàstic de Sitges, on fou definida com "un creuament entre Donnie Darko i Elephant", i produït per Escándalo Films i l'ESCAC.

## Sinopsi
Pol és un adolescent de 17 anys que viu amb el seu germà i té un amic secret, Deerhoof, un osset de peluix que pensa, es mou, i parla en anglès. La seva vida transcorre afablement fins que apareix Ikari, un enigmàtic company de classe pel qual Pol se sent fascinat. Una mort inexplicable i una sèrie d'estranys esdeveniments transformen la tranquil·la vida de Pol en una autèntica aventura. Segons el director, l'osset representa una finestra al món i la tragèdia que és créixer si per fer-ho has de renunciar a la infantesa.

## Repartiment
- Oriol Pla...	Pol
- Augustus Prew 	...	Ikari
- Dimitri Leonidas...	Mark
- Roser Tapias...	Laia
- Javier Beltrán 	...	Llorenç
- Martin Freeman 	...	Albert
- Maria Rodríguez Soto 	...	Clara

## Nominacions i premis
Va competir al Premi Nous Realitzadors del Festival Internacional de Cinema de Sant Sebastià 2013, així com el Premi Sebastiane. Va guanyar el premi a la millor òpera prima en la 57a edició dels Premis Sant Jordi de Cinematografia. El 2013 va guanyar la Menció d'Honor en llargmetratge de ficció a l'Austin Gay & Lesbian International Film Festival i el premi a millor pel·lícula de ficció al Inside Out Film and Video Festival de Toronto.

## Crítiques
| «                       | L'adéu a la innocència, i la presa de consciència de la nostra mortalitat, suggerits, més que mostrats. Tot comptat d'una manera suggestiva, mai críptica o complicada, donant dades precioses i, d'altra banda, amagant informacions precises (...) Puntuació: ★★★ (sobre 5) | » |
| — Pere Vall, Fotogramas | |   |

| «                       | Un relat desconcertant al 100% però amb gran magnetisme. Discontínua i abrupta, és fàcil que et caigui malament però aprens a voler-la (...) Puntuació: ★★★ (sobre 5) | » |
| — Toni Vall, Cinemanía, | |   |